# مات نوفر
مات نوفر (بالإنجليزية: Matt Nover)‏ مواليد 23 سبتمبر 1970 في تشيسترتون، هو لاعب كرة سلة أمريكي سابق. بدأ مسيرته الاحترافية في سنة 1993. اعتزل اللعب في 2009.

## روابط خارجية
- مات نوفر على موقع الدوري الإسباني لكرة السلة (الإسبانية)
- مات نوفر على موقع كرة السلة الأوروبية.كوم (الإنجليزية)
- مات نوفر على موقع كلية كرة السلة في سبورتس رفرنس.كوم (الإنجليزية)
- مات نوفر على موقع ريلجم (الإنجليزية)
- مات نوفر على موقع بروبوليرز (الإنجليزية)
- مات نوفر على موقع سبورتس رفرنس (الإنجليزية)